# Josep Maria Torrens i Ventura
Josep Maria Torrens i Ventura (Esparreguera, 27 de març del 1899 - Barcelona, 11 d'octubre del 1986) fou un compositor català, que tingué anomenada pels seus espectacles de revista, que es representaren en el Paral·lel de Barcelona.

## Biografia
L'any 1917 va ser fundador i director de l'Orfeó d'Esparreguera. Establert a Barcelona, durant més de 50 anys compongué peces, moltes de gran èxit popular. Conreà especialment el teatre musical, fent revistes que li representà la companyia de Josep Santpere (pare de l'actriu Mary Santpere). Les seves cançons foren cantades per veus com les d'Emili Vendrell i Núria Feliu. També compongué la música incidental per diverses gravacions de contes infantils en els anys 50, especialment del personatge Maginet.
El 1970, Guillermina Motta va posar de moda la cançó Remena nena (=El còctel de l'amor), i l'any 2005 el Teatre Tantarantana va estrenar l'espectacle de Pere Sagristà Cançons arrevistades del temps de la República amb peces de les obres La reina ha relliscat i Deauville, port de París de Josep Maria Torrens.

## Obres

### Obra dramàtico-musical: sarsueles i revistes
- El ninot de molles. Joguet en 1 acte. Llibret de Lluís Millà i Gàcio. Estrenada al Teatre del Progrés de Sant Andreu de Palomar el 1914
- L'Ou com balla. Revista barcelonina en 1 acte dividit en 8 quadres. Llibret d'Eugeni Duch i Salvat. Música en col·laboració amb Enric Nogués. Estrenada al Teatre Tívoli de Barcelona el 28 de novembre de 1922
- La reina ha relliscat. Vodevil sonor en 3 parts. Llibret d'Alfons Roure i Brugulat. Estrenat al Gran Teatre Espanyol de Barcelona el 23 de gener de 1932
- Don Juan Tenorio sonoro. Drama en 2 actes. Text de José Zorrilla y Moral. Estrenat al Gran Teatre Espanyol de Barcelona el dia 31 d'octubre de 1932
- Deauville, port de París. Comèdia-vodevil lírica en tres actes dividits en vuit quadres. Llibret de Gastó A. Màntua. Estrenada al Gran Teatre Espanyol de Barcelona el 25 de novembre de 1932
- "El Papitu" Santpere. Setmanari barceloní en 2 actes. Llibret de Joaquim Montero i Delgado. Músiques de Joan Duran i Alemany, Rafael Pou, Vicenç Martín Quirós, Josep Maria Torrens i Ventura i Joan Viladomat i Massanas. Estrenat al Gran Teatre Espanyol de Barcelona el 22 de desembre de 1932
- El segon número de "El Papitu" Santpere. Llibret de Joaquim Montero i Delgado. Músiques de Joan Duran i Alemany, Mas, Rafael Pou i Josep Maria Torrens i Ventura. Estrenat al Gran Teatre Espanyol de Barcelona el 10 de febrer de 1933
- Roda el món... i torna al Born. Jazz-fantasia en 3 actes. Llibret d'Agustí Collado i Nogué i J. Roig Guivernau. Estrenada al Gran Teatre Espanyol de Barcelona el 24 de gener de 1935
- En Mariano de la O. Llibret d'Alfons Roure i Brugulat. Estrenat al Gran Teatre Espanyol de Barcelona el 19 de desembre de 1936
- Los tres cosacos. Sarsuela en 3 actes. Llibret d'Antoni Manchón Gracia. Música en col·laboració amb Pasqual Godes i Terrats. Estrenada al Teatre Principal-Palace de Barcelona el 4 de setembre de 1942
- La princesa Blanca Nieves, opereta en tres actes. Llibret de Cecília A. Màntua i A. Estefanía, basat en l'obra dels germans Grimm. 1942
- La canción de Tirol. Sarsuela en 2 actes. Llibret de Gastó A. Màntua i Ricard Ros. Estrenada al Teatre Principal-Palace de Barcelona el 12 d'agost de 1943
- El difunto es un vivo. Revista. Llibret de Prada i Iquino. Música en col·laboració amb Jaume Mestres i Pérez. Estrenada al Teatre Victòria (Barcelona) el 31 de març de 1945
- ¡Qué guapa estás!. Comèdia musical en 2 actes. Llibret de Julio Cabello Espanza i Nicolás Pérez Giménez. Música en col·laboració amb Jaume Mestres Pérez. Estrenada al Teatre Ayala de Bilbao el 16 de setembre de 1946
- La princesa bebé. Sarsuela en 3 actes. Llibret de Jacinto Benavente Martínez i José Ojeda. Música en col·laboració amb Jaume Mestres Pérez. Estrenada al Teatre Principal de Saragossa el setembre del 1946
- De Barcelona a Mataró con parada y fonda en el Brasil. Revista. Estrenada al Teatre Borràs de Barcelona el 30 de novembre de 1948
- Para-pachín Revista. Estrenada al Teatre Borràs de Barcelona el 29 d'octubre de 1949
- Las chicas del diablo. Revista. Estrenada al Teatre Borràs de Barcelona el 7 de desembre de 1949
- Taxi Key. Comèdia musical en 3 actes. Llibret de Luis Gosse de Blain i Armand Matias i Guiu. Estrenada al Teatre Romea de Barcelona el 21 de juny de 1950
- El duque de Montal. Opereta. Estrenada al Teatre Calderón de Barcelona el 23 de novembre de 1950
- ¡Usted dirá! Revista Estrenada al Teatre Còmic de Barcelona el 31 de juliol de 1951
- No te quedes en la puerta. Revista. Estrenada al Teatre Victòria (Barcelona) el 5 de juny de 1952
- Llegó el ciclón. Revista en 3 actes. Estrenada al Teatre Còmic de Barcelona el 12 de desembre de 1952
- ¡Todos al Cómico! Revista. Estrenada al Teatre Còmic de Barcelona l'11 de desembre de 1953
- Si Eva fuera coqueta. Revista en 2 actes. Llibret de Joaquim Muntañola i Puig. 1954

### Bandes sonores
- Historia de una escalera (1950), dirigida per Ignasi Ferrés i Iquino, música co-escrita amb Josep Casas i Augé. Basada en l'obra d'Antonio Buero Vallejo
- Bajo el cielo de Asturias (1951), dirigida per Gonçal Pardo i Delgàs. Basada en l'obra d'Armando Palacio Valdés Sinfonía Pastoral
- Dulce nombre (1952), dirigida per Enric Gómez, música co-escrita amb August Algueró (fill) i Josep Casas i Augé. Basada en la novel·la de Concha Espina

### Sardanes
- Alegre artesania (1961)
- Els pins de Begues (1961)
- Nadalenca d'en Maginet

### Música de ball
- Aquella deliciosa melodía, bolero amb lletra de Joan Juncosa
- Chorus, fox-trot
- Meadows sweet = Dulces praderas, fox-trot
- Miss Universe: one-step
- Pasodoble de los malditos
- ¡Qué ricas estás!, xotis
- ¿Qué tienes Serafín?, schottisch
- Tierra española, pas-doble
- Tornaré a Barcelona, bolero
- Trenque-lauquén: pericón pampero